# Radomyśl nad Sanem (gmina)
Radomyśl nad Sanem (1934–35 gmina Antoniów; 1973–2001 gmina Radomyśl) – gmina wiejska w województwie podkarpackim, w powiecie stalowowolskim. W latach 1975–1998 gmina położona była w województwie tarnobrzeskim.
Siedziba gminy to Radomyśl nad Sanem.
Według danych z 31 grudnia 2020 gminę zamieszkiwało 7331 osób.

## Struktura powierzchni
Według danych z roku 2002 gmina Radomyśl nad Sanem ma obszar 133,63 km², w tym:
- użytki rolne: 47%
- użytki leśne: 45%

Gmina stanowi 16,04% powierzchni powiatu.

## Demografia

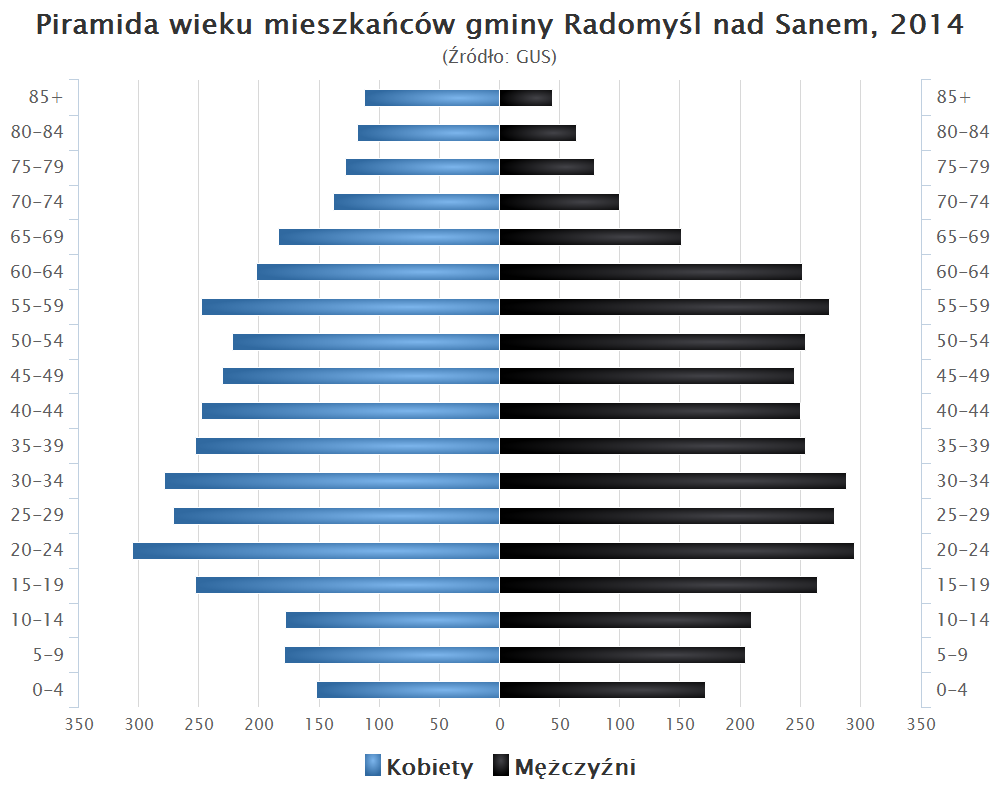
Piramida wieku mieszkańców gminy Radomyśl nad Sanem w 2014 roku

Liczba ludności (dane z 31 grudnia 2020):
|        | Ogółem | Ogółem | Kobiety | Kobiety | Mężczyźni | Mężczyźni |
| osób   | %      | osób   | %       | osób    | %         |           |
| ------ | ------ | ------ | ------- | ------- | --------- | --------- |
| Ogółem | 7331   | 100    | 3668    | 50,03   | 3663      | 49,97     |
| Miasto | 0      | 0      | 0       | 0       | 0         | 0         |
| Wieś   | 7331   | 100    | 3668    | 50,03   | 3663      | 49,97     |

▶Wieś vs ▶miasto
Ogółem (▶k, ▶m)
Wieś (▶k, ▶m)

## Sołectwa
Antoniów, Chwałowice, Dąbrowa Rzeczycka, Dąbrówka, Kępa Rzeczycka, Łążek Chwałowski, Musików, Nowiny, Orzechów, Pniów, Radomyśl nad Sanem, Rzeczyca Długa, Rzeczyca Okrągła, Witkowice, Wola Rzeczycka, Żabno.

## Sąsiednie gminy
Annopol, Dwikozy, Gorzyce, Gościeradów, Pysznica, Stalowa Wola, Zaklików, Zaleszany, Zawichost

## Miasta partnerskie
- Waldbüttelbrunn  Niemcy
- Radechów  Ukraina